# Fernando Nicolazzi
Fernando Nicolazzi é um historiador brasileiro, professor da Universidade Federal do Rio Grande do Sul. É fundador e coordenador do Laboratório de Estudos sobre os Usos Políticos do Passado (LUPPA). Foi coordenador do Grupo de Trabalho de Teoria da História e História da Historiografia da ANPUH - Rio Grande do Sul e vencedor do 2º Prêmio Manoel Salgado Guimarães de Teses de Doutorado na área de História.

## Carreira
Suas áreas de especialidade são a teoria da história, a história da historiografia, a historiografia moderna e a historiografia brasileira. É considerado uma das principais referências para a teoria da história e a história da historiografia no Brasil.

### Discente
Formou-se historiador em 2001, na Universidade Federal do Paraná, e mestre e doutor em história pela Universidade Federal do Rio Grande do Sul (UFRGS), em 2004 e 2008, respectivamente. Como reconhecimento pela qualidade de sua tese de doutorado, foi o vencedor do 2º Prêmio Manoel Salgado Guimarães de Teses de Doutorado na Área de História, da Associação Nacional de História, em 2010.

### Docente
Entre 2004 e 2006, trabalhou como professor substituto na UFRGS. Entre 2008 e 2011, foi professor adjunto de Historiografia Brasileira na Universidade Federal de Ouro Preto (UFOP). De 2012 a 2015, foi coordenador do Grupo de Trabalho de Teoria da História e História da Historiografia da ANPUH do Rio Grande do Sul.
Na UFRGS, é professor do departamento de história e do Programa de Pós-graduação em História. Também foi professor do mestrado profissional em história (ProfHistória). É fundador e coordenador do Laboratório de estudos Sobre os Usos Políticos do Passado (LUPPA), na UFRGS, e pesquisador do Núcleo de Estudos em História da Historiografia e Modernidade (NEHM), da UFOP.

## Publicações
Sua tese de doutorado, intitulada Um estilo de história: a viagem, a memória, o ensaio, sobre Casa-grande & senzala e a representação do passado, foi publicada em livro, com o mesmo título, pela editora Unesp, em 2011.
Em 2019, ao lado dos historiadores Arthur Lima de Avila e Rodrigo Turin, organizou a coletânea A História (In)disciplinada, considerada fundamental para os debates contemporâneos sobre a historiografia e a teoria da história.

## Posicionamentos

### Brasil Paralelo
Nicolazzi criticou a série Brasil: a Última Cruzada, da produtora Brasil Paralelo, por apresentar uma concepção romântica, distorcida e preconceituosa sobre a história do Brasil. Em entrevista a Rodrigo Ratier, afirmou que a série não apresenta as fontes consultadas e firma seus argumentos apenas na autoridade dos convidados para falar. Além disso, considerou as concepções históricas apresentadas datadas: 
| “ | A Brasil Paralelo tem um apreço muito grande pelo século 19. Eles se guiam por uma ideologia monarquista, cristã e patriótica. É uma História baseada naquilo que se chamava "os varões ilustres da pátria". A produção fala abertamente em "grandes heróis nacionais": José Bonifácio, D. Pedro II, Leopoldina, Princesa Isabel. É muito complicado quando você produz uma narrativa meramente factualista e pautada sobretudo em figuras masculinas — com algumas poucas concessões às mulheres –, brancas, europeizadas. A gente já passou por uma série de desdobramentos no conhecimento histórico que questionaram isso. | ” |

Ele também criticou a produtora em outras ocasiões. O livro Entre mitos e verdades: A história do regime militar foi criticado por desonestidade intelectual e por disfarçar seus argumentos com estratégicas retóricas sem expor documentações que os sustentassem. Em outra ocasião, classificou a Brasil Paralelo como uma "empresa colaboracionista", atuando como base ideológica do governo de Jair Bolsonaro.

### Escola sem partido
Em artigo no portal Café História, criticou o movimento Escola sem partido por buscar o esvaziar o caráter público do ensino e o caráter político da educação. Para ele, mesmo o ensino privado depende da dimensão pública do ensino, relacionada às trocas de conhecimentos entre professores e estudantes e a liberdade dos professores de atuar dentro das escolas.

### Ocupação de escolas
Em 2016, no portal GZH, criticou o deputado Marcel Van Hattem por seu posicionamento contrário à ocupação das escolas por estudantes durante a Mobilização estudantil no Brasil em 2016.
| “ | (...) as escolas não foram tomadas ou invadidas, elas estão sendo ocupadas em função das condições inaceitáveis em que muitas delas se encontram, em razão do desrespeito cometido diariamente contra estudantes e professores da rede pública de ensino. Um desrespeito que, nesse sentido, se estende à sociedade como um todo. Para esta situação o deputado teria todo o direito de se considerar entre os culpados, mas o mérito das ocupações é todo daqueles jovens que, mais do que ocuparem os espaços escolares, estão também ocupando um lugar na história. | ” |

### David Coimbra
Em 2016, foi processado pelo jornalista e colunista da Zero Hora David Coimbra, após publicar no portal Sul 21 um artigo intitulado O idiota do David Coimbra. Duas ações foram movidas contra o professor. Uma delas abriu uma queixa-crime por injúria. A outra, na instância cível, pediu indenização por danos morais.  O processo criminal foi extinto e Nicolazzi ganhou em primeira instância o processo que pedia indenização. No entanto, Coimbra recorreu, ganhou em segunda instância e Nicolazzi precisou pagar a indenização ao jornalista.
De acordo com Nicolazzi, a utilização do termo "idiota" foi uma forma de ironizar colunas onde Coimbra nomeou e ofendeu diversas pessoas com os termos "imbecil" e "idiota". Entre aqueles ofendidos por Coimbra estiveram Nelson Mandela e todas as pessoas que estudaram em instituições de ensino superior brasileiras. Em sua defesa, afirmou que foi processado por conta de uma ironia.
| “ | A ironia que escrevi está no artigo “O idiota do David Coimbra”, publicado pelo Sul21 em 07 de julho de 2018. Na verdade, o recurso irônico foi a forma que escolhi para realizar um comentário crítico de algumas colunas que Coimbra havia publicado, nas quais ele insistia em nomear e ofender variadas pessoas usando alcunhas como “imbecil” ou “idiota”, termos estes bastante recorrentes em seus textos. Por exemplo, além do líder sul-africano Nelson Mandela, definido por ele como um “imbecil”, todos que passaram por alguma universidade no Brasil foram chamados de “rematados idiotas”. Como professor universitário, achei que era o caso de tentar entender as razões de tamanha soberba por parte de um mero funcionário da RBS. | ” |

O Sindicato Nacional dos Docentes das Instituições de Ensino Superior (ANDES) emitiu uma nota de solidariedade, afirmando que "o processo movido contra Nicolazzi é mais um elemento na fileira de perseguições a professores que têm a coragem de manifestar o contraditório àqueles que atacam a universidade pública e seus trabalhadores”.